# Alunita
L'alunita és un mineral de la classe dels sulfats. Es va observar per primera vegada al segle xv a Tolfa, prop de Roma, on s'extreia per a la fabricació d'alum. Originàriament, rebia el nom d'aluminita, fins que el mineralogista francès François Beudant va establir el nom actual l'any 1824, del llatí alumen ('alum'). Dona nom al grup de l'alunita i al supergrup de l'alunita.

## Característiques
És un mineral d'alumini i potassi hidratats, de fórmula química KAl₃(SO₄)₂(OH)₆. Els cristalls d'alunita morfològicament són romboedres amb angles interfacials de 90° 50′, cosa que els proporciona una gran semblança als cubs. L'estructura cristal·lina n'és trigonal. L'alunita pot variar del color blanc fins al gris groguenc. La duresa és 4 i la gravetat específica és d'entre 2,6 i 2,9. És insoluble en aigua o àcids febles, però soluble en àcid sulfúric.
Segons la classificació de Nickel-Strunz, l'alunita pertany a «07.BC: sulfats (selenats, etc.), amb anions addicionals, sense H₂O, amb cations de mida mitjana i gran», juntament amb els minerals següents: ansita, ammonioalunita, ammoniojarosita, argentojarosita, beaverita-(Cu), dorallcharita, huangita, hidroniojarosita, jarosita, natroalunita-2c, natroalunita, natrojarosita, osarizawaïta, plumbojarosita, schlossmacherita, walthierita, beaverita-(Zn), ye'elimita, atlasovita, nabokoita, clorothionita, euclorina, fedotovita, kamchatkita, piypita, klyuchevskita, alumoklyuchevskita, caledonita, wherryita, mammothita, linarita, schmiederita, munakataita, chenita, krivovichevita i anhidrocaïnita.

## Formació i jaciments
L'alunita es troba en filons i en masses de reemplaçament en traquita i riolita, així com en roques volcàniques similars, riques en potassi. Es produeix com a mineral secundari sobre els minerals de sulfat de ferro. Es forma per l'acció de solucions de rodaments d'àcid sulfúric sobre aquestes roques durant l'oxidació i lixiviació dels dipòsits de sulfur. Es troba també a prop de fumaroles volcàniques. Les masses blanques de grans fins s'assemblen en aparença a la pedra calcària, a la dolomita, a l'anhidrita i a la magnesita.
L'alunita és un anàleg de la jarosita, en la qual l'alumini reemplaça el Fe3+. El sodi pot substituir-se pel potassi en el mineral, i quan el contingut de sodi és alt se'n diu natroalunita.
Hi ha jaciments d'alunita arreu de tot el món. Als territoris de parla catalana s'ha trobat alunita a la pedrera del Turó de Montcada, a Montcada i Reixac, a Gavà (Barcelona) i a la mina La Murta a la Vall d'Uixó (Castelló).

## Supergrup de l'alunita
L'alunita pertany i dona nom al supergrup de l'alunita. Aquest supergrup inclou els grups següents: grup de l'alunita, grup de la beudantita, grup de la plumbogummita i grup de la dussertita.
Els cristalls que es troben en aquest supergrup són generalment petits, imperfectes i rars. L'hàbit és generalment o bé tabular {0001} o pseudocúbic (romboedrocúbica) a pseudocuboctahedral. Aquest supergrup també és conegut com a família alunita.

## Grup de l'alunita
El grup de l'alunita és un dels grups que pertanyen al supergrup del mateix nom. El membre més comú és la jarosita. Aquest grup conté els minerals següents: alunita, amonioalunita, amoniojarosita, argentojarosita, beaverita-(Cu), beaverita-(Zn), dorallcharita, huangita, hidronijarosita, jarosita, natroalunita, natroalunita-2c, natrojarosita, osarizawaita, plumbojarosita, schlossmacherita i walthierita.